# Hydrelia chinbiana
Hydrelia chinbiana är en fjärilsart som beskrevs av Matsumura 1925. Hydrelia chinbiana ingår i släktet Hydrelia och familjen mätare. Inga underarter finns listade i Catalogue of Life.